# San Pedro de Colalao
San Pedro de Colalao es una pequeña ciudad y comuna rural ubicada en el Departamento Trancas, en el noroeste de la provincia de Tucumán, Argentina. Es considerada como la primera villa turística del "Jardín de la República" y es llamada "La Sucursal del Cielo".

## Historia
En las cercanías se desarrollaron asientos de la antiquísima Cultura La Candelaria;
San Pedro de Colalao recibe su nombre de la antigua (prehispánica) parcialidad pazioca llamada colalao (la desinencia ao, en cacán y al parecer, también en lule, significa poblado, kolal en el primero de los idiomas significaría "principal" o "jefe").

A fines del siglo XVII el Capitán Pedro de Ávila y Zárate y el sacerdote Luis Marañon fundaron con cuarenta y siete indios, la encomienda de San Pedro de Colalao. Allí está el origen de esta villa rodeada de imponentes estancias, donde en 1858 la comunidad lugareña donó terrenos para la iglesia y, con la venta de lotes, se comienza a formar un núcleo de población. En el año 1901 se creó la comuna de la villa y en 1902 fue fundada la Iglesia de San Pedro. Es allí donde los jesuitas enseñaron a los lugareños las labores agrícolas y artesanales.

## Ubicación
La villa turística se encuentra a 92km de la capital en una bella región boscosa (valle) al pie oriental de las Cumbres Calchaquíes que constituyen el parque natural Cumbres Calchaquíes. El centro histórico del poblado se encuentra asomando sobre la quebrada del río Tipas (tipa es el nombre de un bello árbol autóctono muy abundante en la zona). Dicho río es de veloz corriente y afluye en el río Salí a través del río Acequiones. La localidad está constituida principalmente por casas de una o dos plantas (pisos) en gran medida edificadas a fines del siglo XIX entre calles arboladas con moreras y tarcos.

## Poblamiento
Entre sus habitantes inicialmente se contaron los pueblos originarios (indígenas) aunque tras la conquista española en el s XVII gradualmente la zona fue poblada por gauchos criollos que viven en la zona, además desde 1914 llegaron una gran cantidad de inmigrantes desde Siria, El Líbano, Francia, Italia y España, formando un verdadero "Crisol de Razas".

## Economía
Con los años la actividad turística fue y sigue siendo desarrollada en la villa, ya que se crean eventos y se trabaja para fomentar la infraestructura hotelera con varios servicios de este tipo. Además tradicionalmente los pobladores se han dedicado y dedican a la talabartería y marroquinería con cueros de vaca, cerdo, oveja, cabra etc. Otra de las actividades tradicionales es la producción láctea artesanal destacándose la elaboración de excelentes quesos criolllos y quesillos a partir de las leches de vaca, oveja y cabra. Estos quesos y quesillos se suelen consumir a modo de postres con la fina "miel de limón" característica de Tucumán, una miel pura de abejas que frecuentemente se consume también untada con jalea real y polen.

En los alrededores se cultivan nogales y entre los ricos alfalfares y gramones se crían rebaños de llamas, también existe una producción de dulces regionales como el de cayote, membrillo, batata o el de leche.

La población cuenta desde 1980 con los servicios de electricidad, telefonía por cable, agua corriente, a los que se han añadido los de telefonía celular (o móvil) e internet, existen escuelas primarias, un colegio secundario, una técnica para adultos, un instituto terciario y dispensario médico (Centro de Atención Primaria de Salud) o "CAPS".
Uno de los principales Recursos Económicos de los Pobladores del Lugar, se relaciona al Turismo en la Construcción de casas para los veraneantes, que en estos últimos años ha crecido en forma Exponencial, debido a que la mayoría invierte en Terrenos e Inmuebles.

## Turismo
San Pedro de Colalao forma parte del Circuito turístico Valle de Choromoros. Y cuenta con un variado número de atractivos turísticos de los cuales se destaca La Gruta de Lourdes, La Piedra Pintada, El Puente del Indio, La Laguna Escondida, El Cabildo Indiano, entre otros.

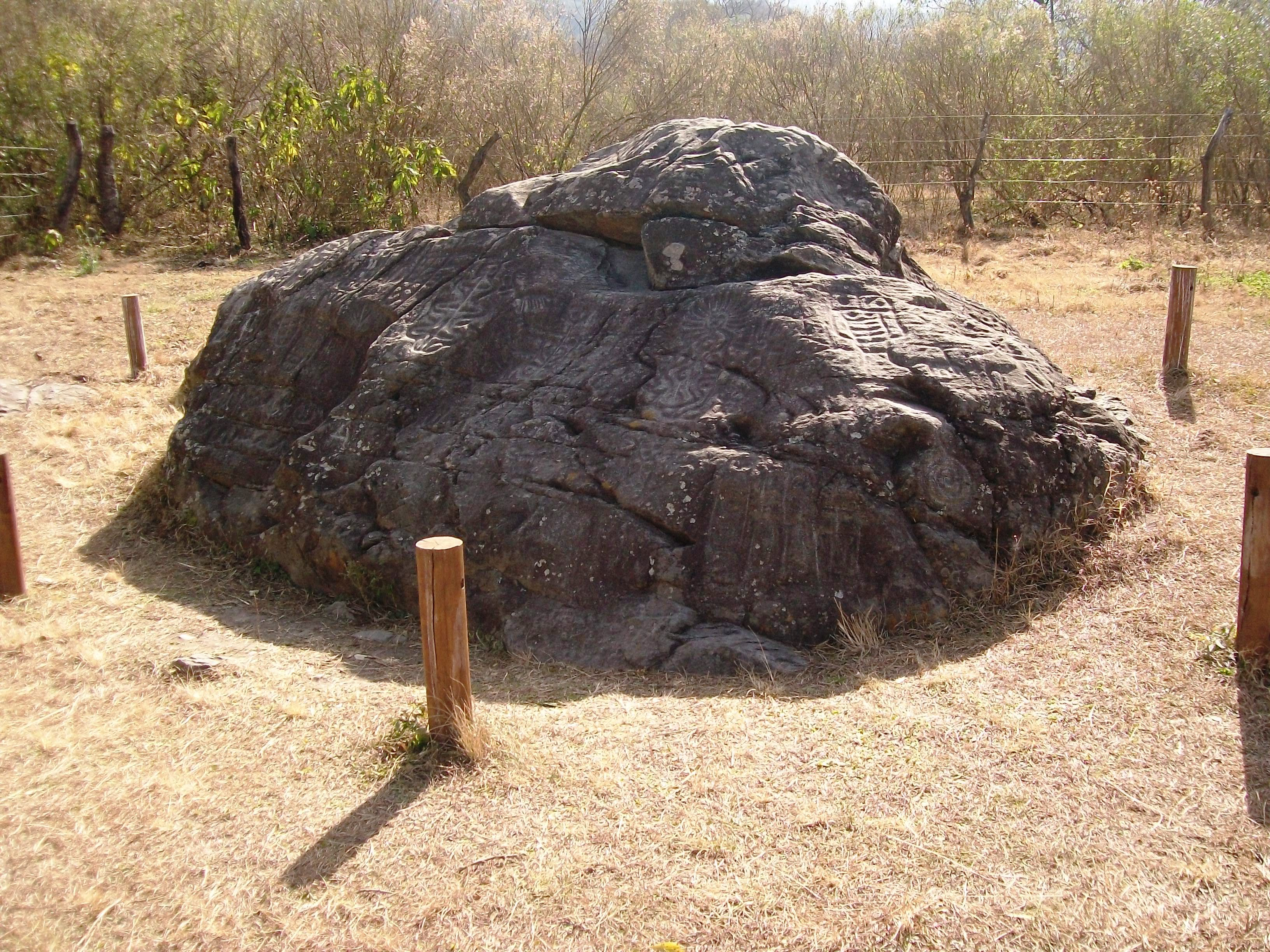
Piedra Pintada, San Pedro de Colalao

El clima del pequeño valle de San Pedro de Colalao es muy ameno (mesotérmico) con noches frías en invierno (especialmente en julio cuando llega a nevar) y suavemente cálidas en verano (enero, con noches frescas) por lo cual merece el calificativo de Villa Veraniega.
En San Pedro de Colalao durante el veraniego (sur) mes de enero se celebra el Festival Nacional de la Humita, luego en febrero el Festival Nacional del Quesillo y el Festival Nacional de la Nuez, también en febrero (el 11 de ese mes) se celebra la festividad de nuestra señora del Lourdes, y se realiza una mega escenificación de la vida de Santa Bernardita y de las apariciones de la virgen, en un escenario natural que cada año convoca a fieles de distintos puntos del país.
La ruta provincial tucumana 311, consolidada y asfaltada comunica con la ciudad de Trancas con la RN 9 que hace el nexo con San Miguel de Tucumán. Un ramal de la mencionada ruta provincial 311 recorre las laderas montañosas hasta el agreste y pintoresco sitio llamado el Rodeo Grande unos 35 kilómetros al sur de San Pedro de Colalao, mientras que una desviación lleva a la ruta provincial 312 que baja hacia el este bordeando el río Choromoro, tocando el dique La Higuera y acercándose al antiguo (del siglo XVII) fuerte español de Vipos. Desde el poblado de Hualinchay se está construyendo la ruta 352 que unirá San Pedro con Colalao del Valle en alta montaña.

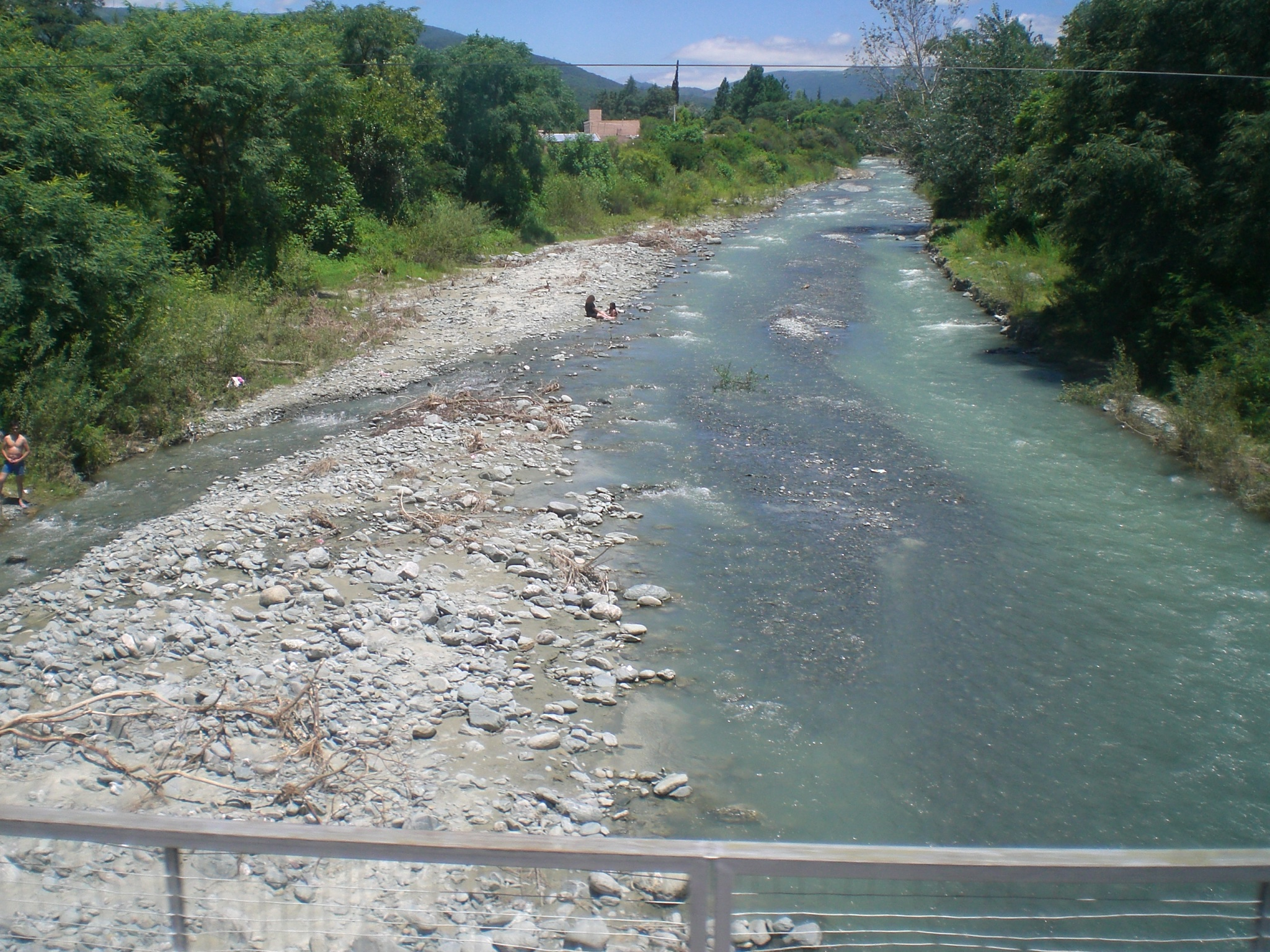
Río Las Tipas

En el centro del poblado de San Pedro se ubica la plaza Leocadio Paz, en la misma se realizan el 29 de junio las principales celebraciones dedicadas al santo patrono (es decir san Pedro) y a la Semana Santa y en otros sitios suelen encontrarse puestos de artesanos que ofrecen camperas (chaquetas de cuero abrigadas), rastras (amplios cinturones gauchos adornados con monedas o cospeles metálicos, generalmente de la aleación llamada alpaca, o de plata vasca o de plata repujada y nielada con oro u otros metales), sombreros gauchos (por lo general "chambergos " alares), fustas, taleros, trastos, mantas etc.

También en las inmediaciones existe el Zoo Carlos Pellegrini que forma parte del Instituto homónimo adjunto a la UNT, tal instituto posee una extensa Reserva Fitozoológica San Pedro de Colalao que entre su fauna cuenta con pecaríes (llamados "chanchos de monte"), tapires (antas), ciervos taruca, zorros, comadrejas, pumas ("leones"), yaguares ("tigres"), ñandúes ("avestruces"), se intenta reintroducir el oso de anteojos, entre otros cientos de especies.

A solo 3 kilómetros del centro de la plaza Leocadio Paz, tras el panorama de Monte Bello se encuentra el Ojo de Agua gran vertiente o manantial por las que fluyen las límpidas aguas desde la cordillera, a 8 km. se encuentra el interesante sitio arqueológico de La Ovejería en el cual pueden observarse atractivos petroglifos labrados antes de la invasión incaica. A 15 km se ubica el paraje de Hualinchay que ofrece nuevamente bellos paisajes montanos pendiendo sobre el río Tacanas, allí existe un Museo Arqueológico basado principalmente en piezas de la citada Cultura Candelaria, otros sitios muy interesantes de la periferia son Chulca, Monte Bello, Puerta del Indio y Campo la Chuña.
En San Pedro de Colalao existen albergues, hosterías, hoteles, restaurantes, bares y pizzerías en los cuales se pueden degustar asados (de vaca, ternero, oveja, chivito, chancho, pollo y pavo), empanadas, locro, tamales, pizzas criollas, tallarines, achilatas, y dulces regionales. Existen también lugares ideales para el turismo de aventura y turismo sostenible.

### La Piedra Pintada
Roca de enorme tamaño, una de las reliquias arqueológicas más valiosas que conserva San Pedro de Colalao.
A sólo una hora y media de caminata desde la villa por el río Tipa, se accede a una meseta de gran amplitud circundada por ríos y una vegetación abundante en cuyo centro se ubica La Piedra Pintada, como popularmente se la conoce.
Esta roca tiene 3 m de largo, 23 dm de ancho y 16 dm de alto, y está enterrada unos 2 m por debajo del nivel actual del terreno. Fue descubierta en el año 1877 por el profesor Inocencio Liberan.
Su tamaño impresiona al igual que sus enigmáticas figuras talladas en cada uno de sus laterales. Aunque se desconoce cuál es el significado cierto de estas figuras se cree que está relacionado con cultos a la fertilidad y las cosechas.
Está compuesta por 45 figuras de aproximadamente 60 a 65 cm en las cuales se pueden identificar contornos de aves y otros animales.
Una de las curiosidades que encierra este petroglifo es un mortero ubicado en la cara sur, el cual parece no pertenecer al resto del conjunto. La cavidad es de unos 8 cm y presenta dos cortes hacia los laterales. Esta piedra forma parte de la llamada "Ovejería" que también la conforman la piedra de Chulcas, la Piedra Hualinchay y la Piedra de Andrada, todo en San Pedro de Colalao.

### La Gruta de Lourdes

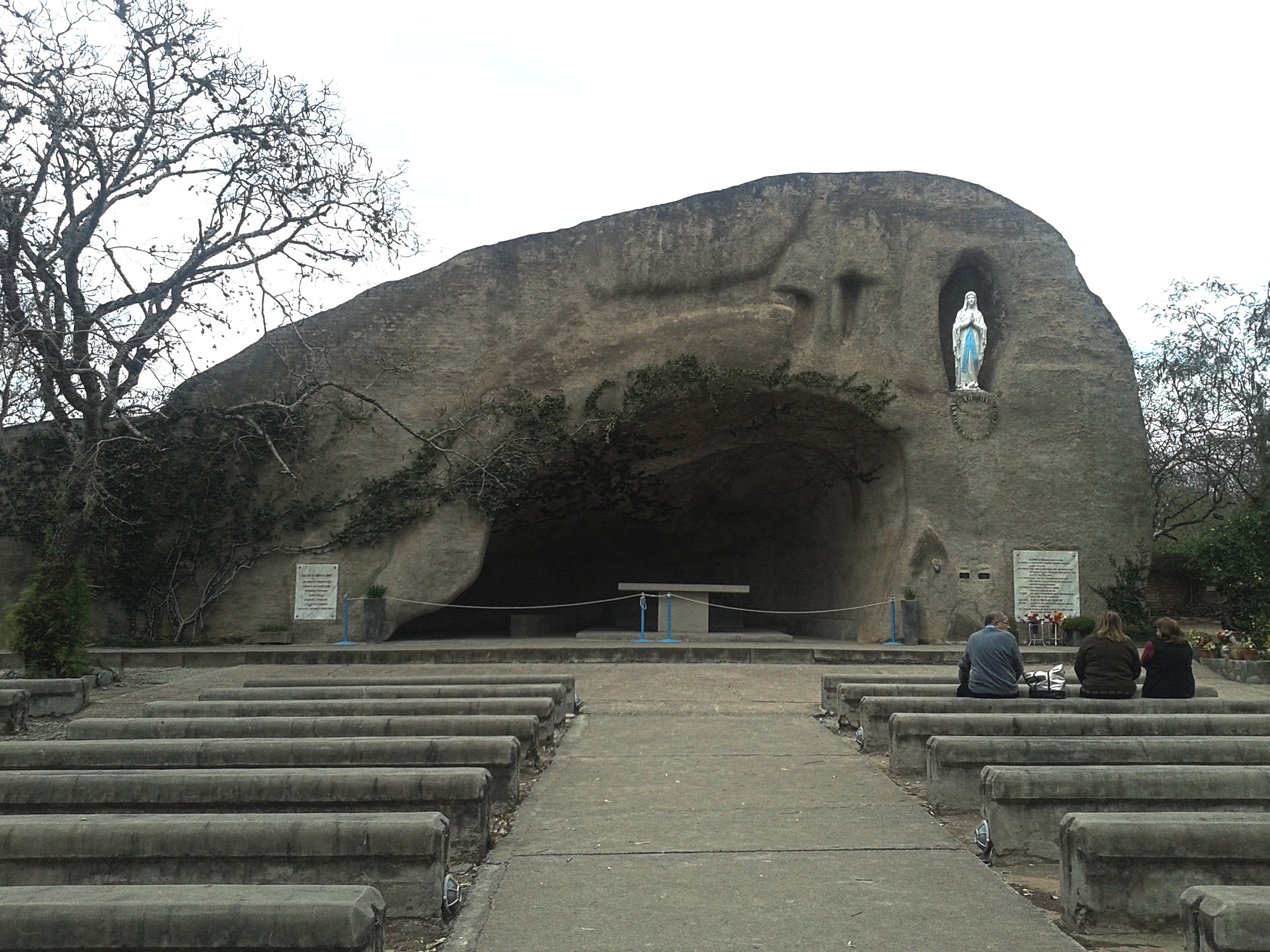

En el ingreso a la villa turística, sobre la ruta 311 se encuentra "La Gruta de Lourdes". Es uno de los principales atractivos del lugar ya que es una réplica de la gruta de Lourdes de Francia. En el lugar hay una piedra incrustada que fue transportada por padres Lourdistas en su construcción (esto se explica porque parte de los linajes de los pobladores desciende de inmigrantes franceses establecidos en Tucumán a fines del siglo XIX).
Este lugar sagrado (que también cuenta con un mirador natural) cada 11 de febrero es centro de grandes festejos donde multitudes llegan a San Pedro de Colalao para honrar a la Virgen. Todo culmina con una megaescenificación para casi 60.000 personas, donde "El Mensaje de Lourdes" es representado por más de 300 actores. Por esto, por sus bellezas naturales, culturales y sociales San Pedro también es conocido como la "Sucursal del Cielo".

## Población
Cuenta con 3,065 habitantes (Indec, 2010), lo que representa un incremento del 28% frente a los 2,389 habitantes (Indec, 2001) del censo anterior.
| Gráfica de evolución demográfica de San Pedro de Colalao entre 1960 y 2010 |
|                                                                            |
| Fuentes: INDEC                                                             |